# Klitoris
Klitoris, vardagligt även kittlare eller klitta, (efter latinska clitoris, från grekiska kleitoris, eg. "liten kulle") är en starkt sexuellt retbar del av könsorganen hos en kvinna eller annan däggdjurshona. Den synliga delen ligger strax ovanför urinrörets mynning. Klitorisen innehåller svällkroppar och kan därigenom förstoras vid sexuell retning. Klitorisen och mannens ollon är funktionsmässigt varandras direkta motsvarigheter. Däremot leds urinröret hos människan inte genom klitorisen (något den däremot gör genom mannens ollon och genom den fläckiga hyenans klitoris). Klitorisen är också ovanligt stor hos både lemurer och spindelapor.
Klitorisen är kvinnans känsligaste erogena zon och hennes främsta skapare av sexuell njutning. Hos däggdjur utvecklas klitorisen ur embryots genitala tuberkel, en utväxt som är gemensam för flick- och pojkembryon. Utvecklingen till klitoris eller penis styrs av mängden androgener hos fostret, och dess storlek och känslighet kan variera. Toppen på klitorisen – klitorisollonet – är ofta av en ärtas storlek och har cirka 8 000 nervändar. Klitorisen, som till största delen är placerad inuti kroppen, är sammanlagt knappt 10 cm lång och uppdelad i två grenar.
Kunskapen om klitorisens karaktär och betydelse var länge dåligt känd, och forskning omkring klitorisen har i många kulturer hämmats av tabun kring (kvinnlig) sexualitet. I vissa kulturer har kvinnlig sexuell njutning setts som ett hot mot den bestående ordningen, och kvinnlig könsstympning – av klitorisen och ofta även andra könsdelar – har där varit ett vanligt ingrepp för att lättare kunna kontrollera kvinnans sexualitet. Sedan 1960-talets sexuella revolution har värdet av den kvinnliga sexualiteten dock uppgraderats i många länder, och klitorisens roll för kvinnans orgasm och kvinnlig onani har blivit bättre känd.

## Utformning

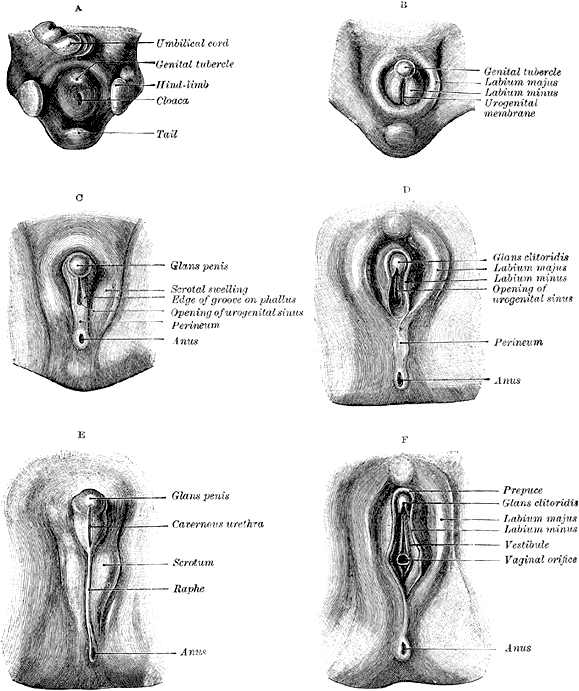
Fosterutvecklingen från genital tuberkel till penis/pung (vänster) och klitoris/vulva (höger).

### Utveckling
Hos däggdjur styrs fosterutvecklingen mot flicka eller pojke av den befruktande spermien, som antingen har könskromosom X eller Y. Könsdifferentieringen tar fart cirka 8–9 veckor efter befruktningen, och den grundläggande könsutvecklingen hos fostret är färdig runt den 16:e veckan.
Klitorisen utvecklas ur embryots genitala tuberkel, en fallisk utväxt i bäckenområdet. Klitorisen växer fram ur den vävnad som hos pojkfostret utvecklas vidare till penisollon och själva penisen. Om individen utsätts för testosteron, förlängs tuberkeln och får formen av en penis. Genom sammansmältningen av de urogenitala vecken – långsträckta sländformade strukturer som bidrar till bildandet av urinrörsmynningen – sluter sig det urogenitala hålrummet (sinus urogenitalis) helt runt det elastiska urinröret; annan vävnad ombildas hos embryot till pung (pojkfostret) eller blygdläppar (flickfostret). Inne i kroppen växer urinblåsan fram ur ena änden av det urogenitala hålrummet, medan förgården formas i den andra änden.
Utan utsöndring av testosteron saktar tillväxten av fallosen av, och denna utvecklas istället till en klitoris. Med onormalt stor tillgång till manliga könshormoner kan dock klitorisen växa vidare, vilket ger det sjukliga tillståndet klitoromegali. Denna kan uppkomma under fosterutvecklingen eller genom medicinering med manligt könshormon senare i livet.

### Allmän utformning
Klitorisen totala längd är hos människan cirka 7–13 cm. Den synliga delen av kvinnans klitoris är bara en liten del av organet. Den inre delen av klitorisens skaft fortsätter upp till blygdbenet där den är fästad. Sedan görs en böj där klitorisens rot åter fortsätter i riktning bakåt – i likhet med den del av mannens penis som fortsätter in i kroppen (som stöd).
Klitorisen består av två typer av vävnad. Den ena typen är svampformig till karaktären och kan genom att blod strömmar till vävnadens blodkärl bli erigerad. Den andra vävnadstypen saknar möjligheten till erektion, trots att även den har blodkärl i sig.

### Ollonet
Den synliga delen av klitorisen är ollonet (glans clitoridis eller glans clitoris). Den återfinns något ovanför urinröret, där de inre blygdläpparna möts. Storleken på ollonet varierar ganska mycket – allt från mindre än ett knappnålshuvud, till storleken av en fingertopp.

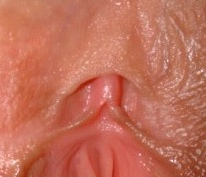
Exponerat klitorisollon.

Vid upphetsning sväller klitorisens ollon, erigerar, samt skiftar färg från blekt ljusrosa till blålila. Berörs ollonet direkt kan den sexuella stimulansen bli mycket stark. Ingen annan del av kroppen har så hög koncentration av nervändar; den anses innehålla upp till fem gånger fler känselceller än hela mannens ollon och kan vid direkt beröring hos en del upplevas som smärtsam.
Ollonet är den yttersta delen av klitorisen och den enda som sitter på utsidan av kroppen. Den ungefärligen ärtstora utväxten har koppling till cirka 8 000 nervändar, men åsikterna går isär om själva ollonet består av vävnad som kan erigera.

### Huvan
Som ett skydd för klitorisollonet är det mer eller mindre täckt av klitorishuvan (preputium), vilken i sin tur har förbindelse med de inre blygdläpparna. Klitorishuvan motsvarar anatomiskt mannens förhud. Under klitorishuvan utsöndras, liksom på de inre blygdläpparna, smegma. Klitorishuvan är hos små flickor sammanvuxen med ollonet, men med åren löser det upp sig så att man kan föra den fram och tillbaks.
Utseendet på och placeringen av klitorishuvan varierar mellan olika individer. När klitorishuvan är snäv och är svår att dra tillbaka kan smegma samlas runt klitorisen och ge upphov till irritation. Produktionen av den talgliknande smegman är störst hos yngre.

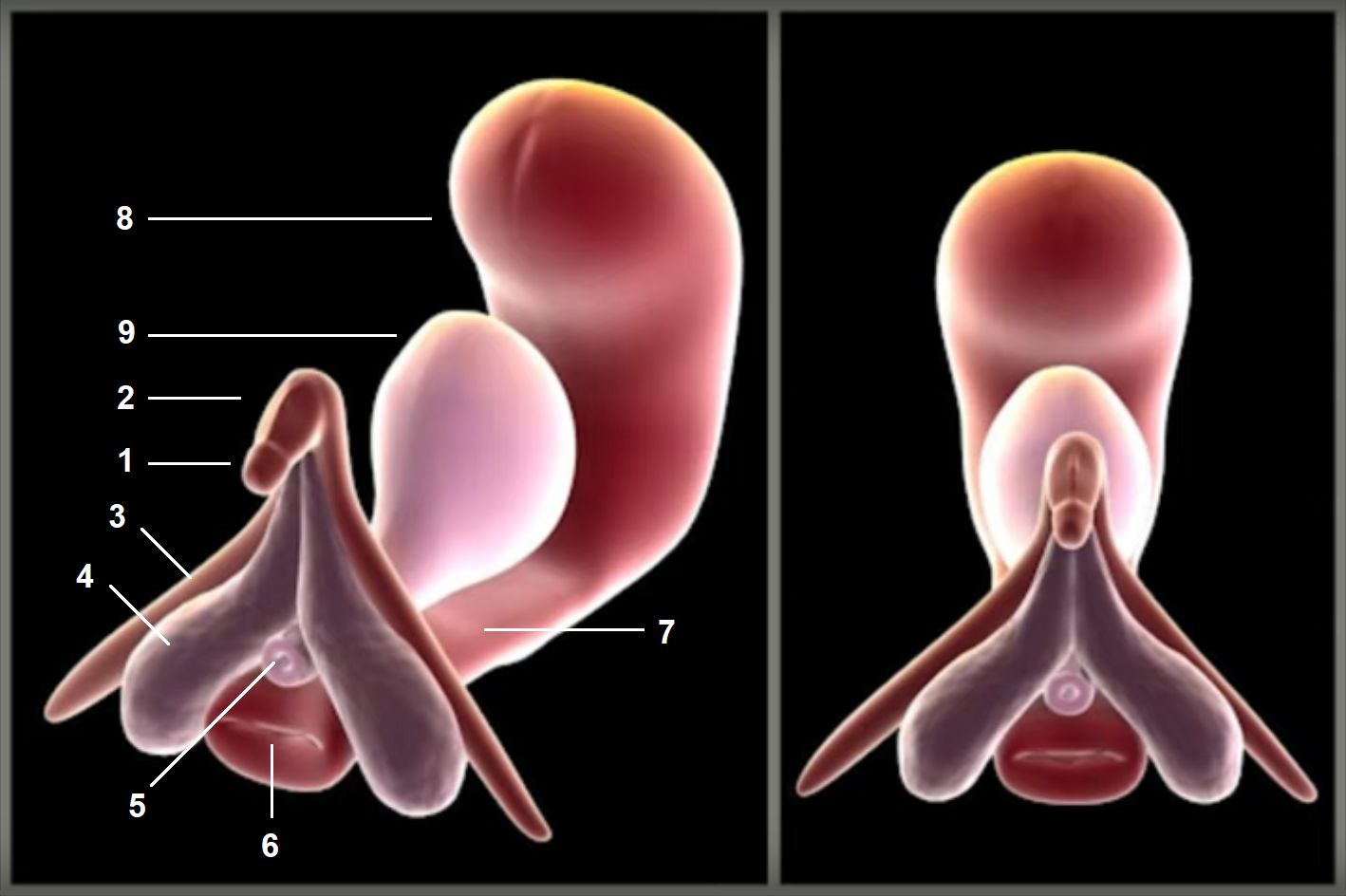
Tredimensionell bild av en erigerad klitoris med angränsande organ (urinblåsa och livmoder), skapad av Helen O'Connell.

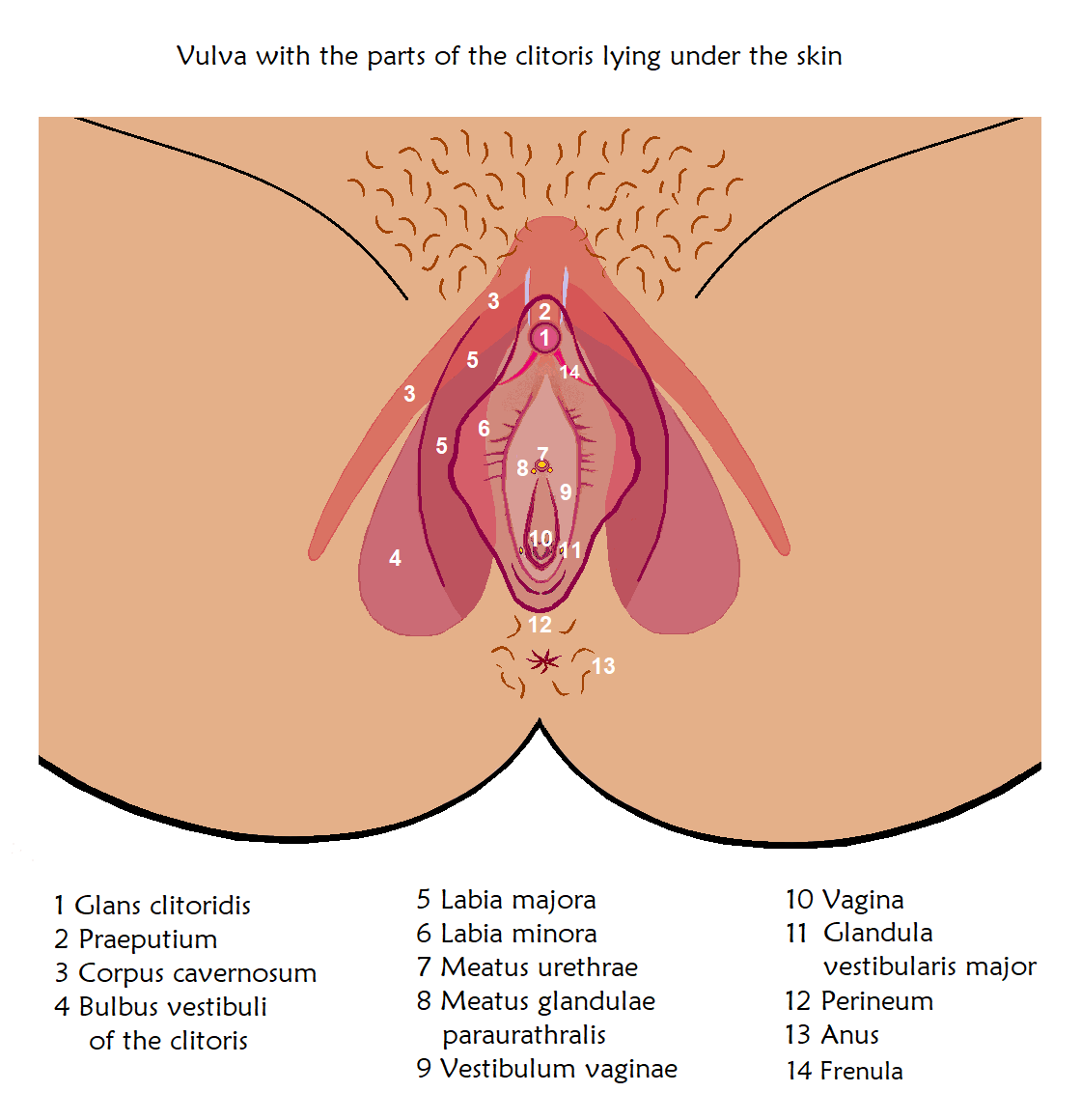

### Skaftet och skänklarna
Under huvan övergår ollonet till klitorisskaftet (corpus clitoridis), som vanligtvis är cirka 3–4 cm långt. Vid erektion blir skaftet oftast synligt som en smal ås mellan de yttre blygdläpparnas övre del, då positionen flyttas framåt/utåt. Man kan säga att klitorisen reser sig när läget ändras från nästan platt längs med kroppen, till en mer vinkelrät position. Toppen pekar då nästan rakt nedåt, och hela dess storlek uppfattas tydligare.
Vid urinröret och slidöppningen övergår klitorisskaftet i två skänklar, Crus sinistrum (vänstra klitorisskänkeln) och Crus dextrum (högra klitorisskänkeln). De är utformade som ett uppochnedvänt V eller ett nyckelben och omnämns ibland som de bakre fria skänklarna. De är något vinklade och fästa i bäckenets blygdben och sittben, någonstans mellan slidbotten och ändtarmen. Skänklarna kan vara olika långa.
Det finns ingen tydlig koppling mellan storleken hos klitorisen eller dess delar och en kvinnas ålder, kroppslängd eller vikt. En kvinna som fött barn kan dock ha en förstorad klitoris.

### Klyftorna
Innanför skänklarna finns de två upp till 9 cm (oftast 5 cm) långa svällkroppar som ofta benämns som klitorisklyftor. De omger urinrörets och slidans öppningar och kramar om slidans väggar  direkt bakom de yttre blygdläpparna. Ibland räknas klyftornas som separata organ med sekundär relation till klitorisen. De har dock närmare koppling till klitorisen än till exempelvis förgården, och de består av liknande vävnad. Äldre texter anger att svällkropparna omger hela förgården, men numera anser man att de inte går runt nedanför förgården.
I samband med sexuell upphetsning blir hela klitorisen större. Detta påverkar inte minst de båda klitorisklyftorna, och erektionen gör också att vulvan växer utåt i storlek. Samtidigt sväller även slidans slemhinna.

### Utformning hos andra djur

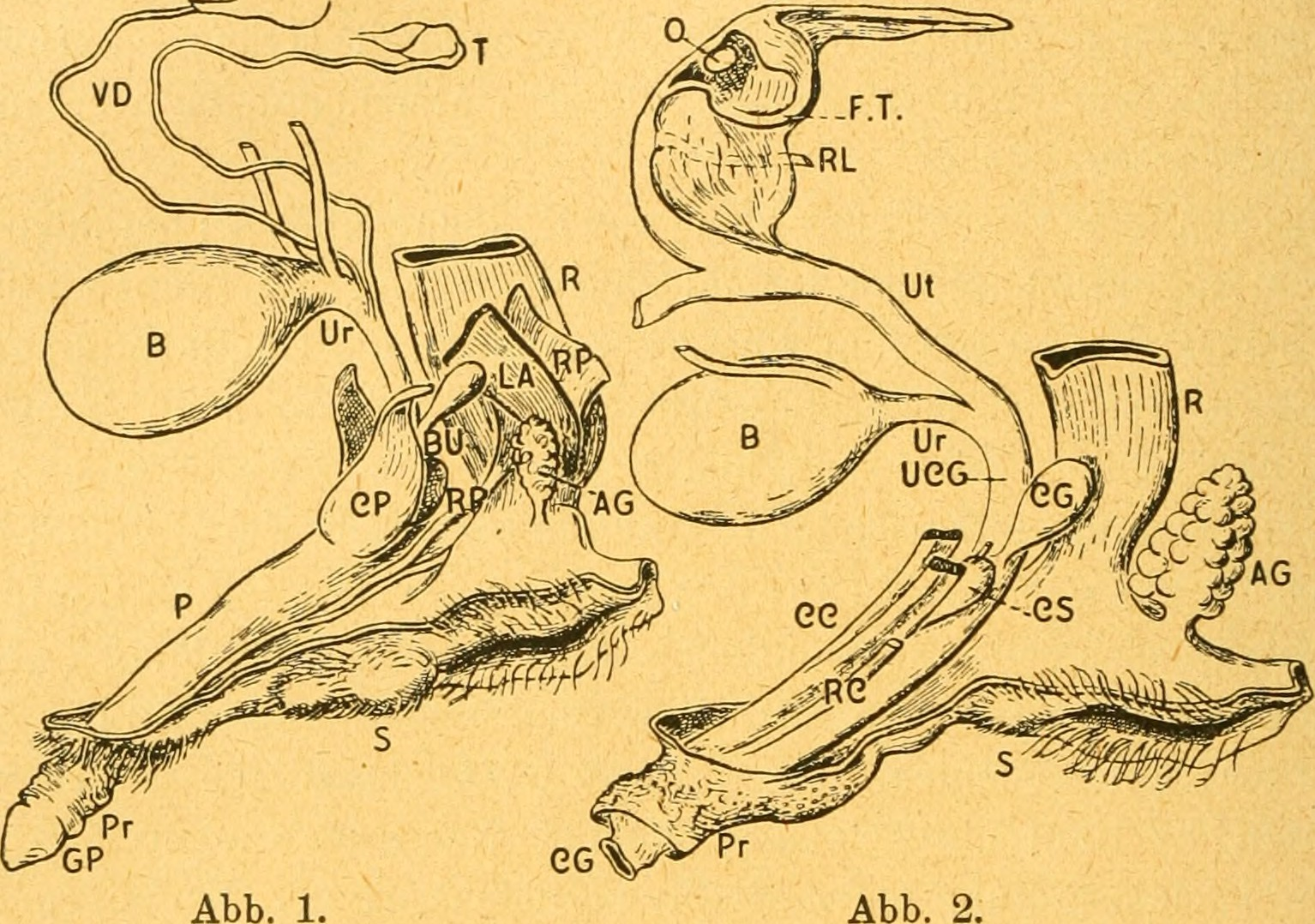
Anatomisk översikt över reproduktionsapparaten hos fläckig hyena, med hanen till vänster och honan till höger.

Bland däggdjuren är klitorisen välutvecklad bland annat hos primater, hardjur (som hos kanin), gnagare (som hos marsvin) och hyenor. Hos fläckig hyena är honans klitoris nästan identisk med hanens penis, och urinröret går igenom den. Hos arten är honan den dominanta av könen. Den ovanliga och långa, penisliknande slidan komplicerar både parning och födsel, men trots detta är fläckig hyena en framgångsrik art.
2021 offentliggjordes forskning, där man konstaterade att delfinhonor har en fullt fungerande klitoris. Forskarna konstaterade förekomsten av svällkroppar och en stor mängd anslutna nerver.

## Funktion
Klitorisen, med dess olika förgreningar, har ett antal nervändar. Den kan vid direkt beröring eller indirekt stimulans (exempelvis genom penetration av slidan) generera sexuell upphetsning, vilket kan leda till orgasm. Det kan ske genom samlag eller onani, och olika kvinnor är olika känsliga och har olika lätt att bli upphetsade genom beröring eller indirekt stimulans. Vissa kvinnor kan få flera orgasmer i följd, medan andra måste vänta ett tag, därför att klitorisen kan uppfattas som överkänslig vid beröring en tid efter orgasmen.
Den enda kända funktionen hos en klitoris är att ge njutning, och ingenstans på kvinnokroppen sammanstrålar lika många nerver. Storleken kan variera mellan olika individer, men detta påverkar inte organets känslighet eller möjlighet att ge sexuell tillfredsställelse. Genom klitorisens många olika delar och mängden nerver är klitorisen inblandad i kvinnans sexuella njutning på flera olika sätt. Nerver från klitorisen kan löpa 12 till 13 cm ner längs med insidan på låren, och via ligament och muskler är klitorisen sammankopplad med andra delar i kvinnans underliv. Hos en del kvinnor är ett område vid den främre slidväggen, några centimeter från slidöppningen, extra känsligt; detta område ligger i anslutning till klitorisens inre delar och benämns ibland G-punkten.
Hos människor och andra primater anses sexuell upphetsning – inte minst via klitorisen – vara en viktig del i bildandet av stabila parförhållanden, med större möjlighet till att bli goda föräldrar (bland annat via utsöndring av oxytocin). För kvinnan kan klitorisen genom onani vara en källa till njutning, utlösning av spänningar och oro samt del av utforskandet av ens egen lust.

## Kulturhistoria

### Etymologi och tidig forskning
Ordet klitoris är över 2 500 år gammalt och användes av de antika grekerna för att beskriva en del av de kvinnliga könsorganen. Hippokrates benämnde organet för columnella ('liten pelare'), medan den senare Avicenna kallade den för albatra eller virga ('stav').
Ordet klitoris omnämndes (i sina grekiska form kleitoris) första gången av den grekiska läkaren Rufos av Efesos, cirka år 100 e.Kr. I allmänt bruk kom det dock först under 1700-talet, efter att det bland annat introducerats 1615 i engelskan (via en latinspråkig anatomibok som beskrev ett känsligt organ under den övre spetsen av de inre blygdläpparna). 

Sida ur Realdo Colombos De re anatomica, 1559.

1559 beskrev den italienske forskaren – verksam vid universitetet i Padua – Realdo Colombo klitorisen, som han hävdade att han upptäckt. I skriften De re anatomica skrev han om organet som "i allra högsta grad är hemvisten för kvinnans njutning". Han beskrev att den vid beröring växte i storlek, och han liknade den vid en manslem. Colombos tankar omfattades dock inte av alla, och hans egen läromästare Andreas Vesalius ansåg att den var en värdelös kroppsdel som skulle saknas hos friska kvinnor.
Från antiken och till 1500-talet antogs att könsorganen hos män och kvinnor i princip var lika, bara att kvinnors var vända inåt och enklare i utformning. Den senare upptäckten av ägg och spermier gjorde dock att kvinnans identitet som egen sexuell varelse ifrågasattes, och hon förpassades ibland till en passiv roll som sädmottagare och barnafödare. Dessa tankar, om den aktive mannen och den passiva kvinnan, framlades bland annat av manliga tänkare som Emanuel Swedenborg och Jean-Jacques Rousseau.

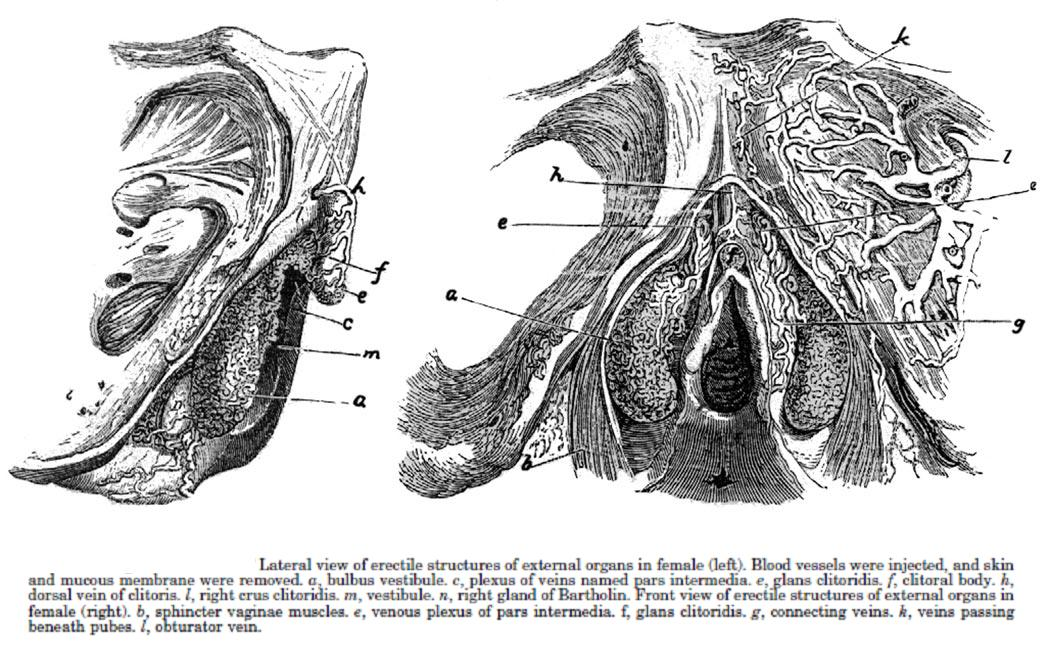
Detaljerad beskrivning av Georg Ludwig Kobelt, 1844.

Ett nytt steg i forskningen gjordes 1844, av medicinaren Georg Ludwig Kobelt. Han beskrev både strukturen och funktionen detaljerat, inklusive information om klitorisens fulla utbredning. Han antog också att den yttre delen på klitorisen – ollonet – var mer känsligt än slidan, på grund av den stora mängden nerver.
Denna forskningsinsats kom dock inte att bli bestående. Den kvinnliga sexualiteten var i stora delar av det europeiska samhället som ämne rent tabu, och kvinnliga könsorgan sågs fortfarande bara som direkt kopplade till fortplantning. Endast några år efter Kobelts forskningsinsats beskrevs klitorisen som värdelös, och senare betraktades den allmänt som ett farligt ting. I slutet av seklet ansåg man att avlägsnande av den yttre delen av klitoris skulle kunna bota sinnessjukdom, epilepsi och hysteri. Och när man väl slutat utföra den här typen av operationer i Europa, fortsattes negligerandet inom den framväxande psykologin av bland andra Sigmund Freud. Han påstod att klitorisnjutning var tecken på en omogen utvecklingsfas; när en flicka inser att hon saknar en fallos, slutar hon att stimulera sin – enligt Freud – sämre sexuella utrustning. En kvinna kunde enligt honom endast bli mogen, sedan hon överflyttat sina sexuella erfarenheter till slidan.

### Svenska namn och tidiga uppfattningar
I svenskan finns ordet klitoris belagt sedan början av 1800-talet (från klitorisblomster). Genom tiderna har klitorisen kallats blygdtunga, skamtunga, (skötes)tunga, mandel och kittlare, i tillägg till de många olika smeknamn och slanguttryck som florerat.

### Klitoris som hot
Den kvinnliga sexualiteten har genom historien, i manligt styrda samhällen, ofta setts som ett hot mot den etablerade könsrollerna och samhällsstrukturen. Ibland har just klitorisen betraktats som ett medel för att bättre kunna kontrollera kvinnan.

#### Häxprocesser
I boken Häxhammaren, den mest inflytelserika instruktionsboken för häxjakt under 1400- till 1600-talet, beskrivs hur häxor skall rakas av allt hår och man skall leta efter Satans tecken. Ett av dessa tecken skall bland annat vara "häxbröstvårtan", som gav djävulen blodlust och var placerad vid "kvinnans intima delar". Utifrån beskrivningen av den, för att vara häxa, avrättade kvinnan Alice Samuels underliv 1593 är det hennes klitorisollon som antas vara denna "bröstvårta".

#### Könsstympning
Könsstympning, ibland kallad "kvinnlig omskärelse", tillämpas bland annat i delar av Afrika och på den Arabiska halvön. Det egentliga syftet med denna sedvänja torde främst vara att undertrycka eller utplåna kvinnans sexualitet. Traditionen är stark även i länder där könsstympning är förbjuden i lag, som i Egypten och Etiopien.

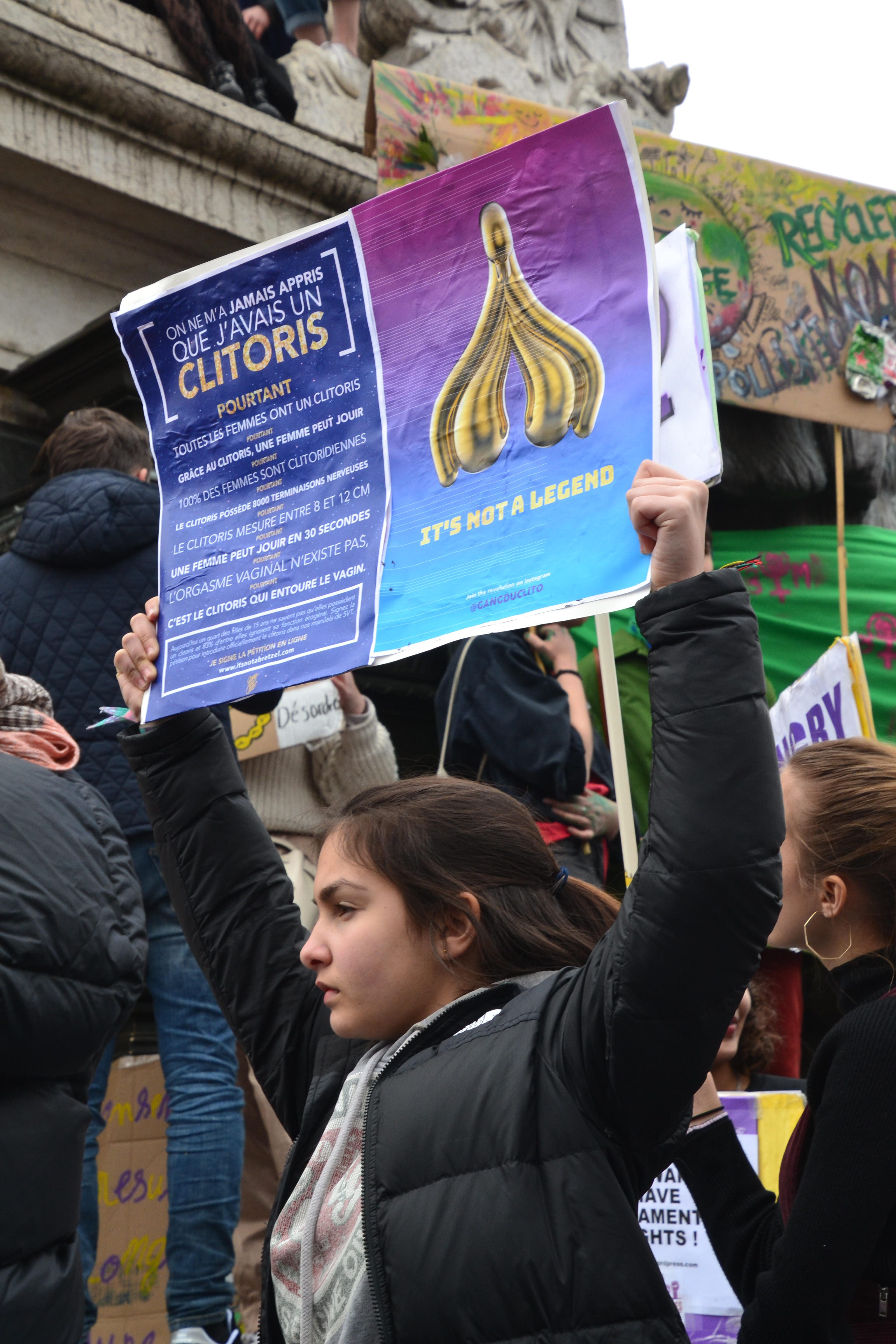
Klitorisplakat vid demonstration för kvinnors rättigheter i Paris 2012.

Könsstympningen görs företrädesvis genom att skada eller skära bort olika delar av klitorisen – inklusive ollonet – samt i vissa fall de inre blygdläpparna. Dessutom kan man skada klitorisollonet genom så kallad prickning (genomborrning med vasst föremål).
Kvinnlig omskärelse har under 1900-talets sista decennier fått större uppmärksamhet i västvärlden, och i bland annat Sverige kriminaliserades kvinnlig könsstympning 1982. Genom att klitorisen är ett mångförgrenat organ, kan en könsstympad kvinna fortfarande känna viss sexuell njutning. 

### Senare forskning och uppmärksamhet
Den anatomiska beskrivningen av klitorisen har genom historien ofta varit missvisande, bland annat på grund av tabu och en kulturell ovilja till att studera ämnet närmare. Klitorisen har inte heller betecknats som lika viktig som mannens penis, vilken setts som mer aktiv.
Först under den senare delen av 1900-talet har klitorisens verkliga omfattning och betydelse blivit klargjorda, liksom dess likhet med det manliga könsorganets motsvarigheter. Den inflytelserike sexualforskaren Alfred Kinsey omnämnde klitorisen som källan till kvinnors orgasm, men organet i sig beskrevs inte närmare. Inte förrän under kvinnorörelsen och den ökande diskussionen omkring kvinnlig sexualitet på 1970-talet fick kunskapen om klitorisen större spridning.
Idén att även män hade en klitoris framkastades 1987 av forskaren Josephine Lowndes Sevely, som spekulerade kring att corpus cavernosum penis (svällkropparna i mannens penis) hade kvinnliga motsvarigheter. Det var dock först 1998 som den australiensiska urologen Helen O'Connell publicerade sina nygamla rön om klitorisens verkliga storlek och omfattning. I de dåvarande anatomiböckerna beskrevs annars hur man vid operation skulle undvika vissa nerver och blodkärl runt det manliga könsorganet, men motsvarande beskrivningar om den kvinnliga anatomin var mest gissningar.
Sedan 1960-talet har den ökande spridningen av pornografi bidragit till att synliggöra de kvinnliga könsorganen – inklusive klitorisen. Dessa bilder är dock i underhållningssyfte och ofta ägnade åt en manlig blick, vilket gör att bilderna inte alltid är representativa. Dessutom riktas handlingen i berättelserna oftare mot penetration och manlig tillfredsställelse, där klitorisen i regel ges en underordnad roll.